# Mycerobas affinis
Mycerobas affinis е вид птица от семейство Чинкови (Fringillidae).

## Разпространение
Видът е разпространен в Бутан, Индия, Китай, Мианмар, Непал и Тайланд.